# Liste der Einträge im National Register of Historic Places im Marion County (Missouri)

Lage des Marion County in Missouri

Die Liste der Einträge im National Register of Historic Places im Marion County in Missouri führt die Bauwerke und historischen Stätten im Marion County auf, die in das National Register of Historic Places aufgenommen wurden.

## Legende
| NRHP | Historic Place             |
| HD   | Historic District          |
| NHL  | National Historic Landmark |

## Aktuelle Einträge
| [ 3 ] | Name                                     | Bild                                     | Eintragsdatum        | Lage                                                                                                  | Ort      | Beschreibung                                    |
| ----- | ---------------------------------------- | ---------------------------------------- | -------------------- | --- | -------- | ----------------------------------------------- |
| 1     | Levi Barkley House                       |                                          | 1984 ID-Nr. 84002583 | West of Hannibal 39° 44′ 4″ N, 91° 29′ 51″ W                                                          | Hannibal |                                                 |
| 2     | Broadway District                        | Broadway District                        | 1986 ID-Nr. 86002128 | Abgegrenzt durch South Main Street, Broadway und South 3rd Street 39° 42′ 34″ N, 91° 21′ 22″ W        | Hannibal | Teil der MPS Hannibal Central Business District |
| 3     | Buildings at 207-209 South Main St.      | Buildings at 207-209 South Main St.      | 1986 ID-Nr. 86002129 | 207-209 South Main Street 39° 42′ 30″ N, 91° 21′ 17″ W                                                | Hannibal | Teil der MPS Hannibal Central Business District |
| 4     | Central Park Historic District           | Central Park Historic District           | 1982 ID-Nr. 82000586 | Abgegrenzt durch 4th Street, 7th Street, North Street und Lyon Street 39° 42′ 32″ N, 91° 21′ 36″ W    | Hannibal |                                                 |
| 5     | Clemens Field                            | Clemens Field                            | 2008 ID-Nr. 08000807 | 401 Collier Street 39° 42′ 19,4″ N, 91° 21′ 22,6″ W                                                   | Hannibal |                                                 |
| 6     | Culbertson-Head Farmstead                | Culbertson-Head Farmstead                | 2008 ID-Nr. 08000838 | 7178 County Road 402 39° 47′ 41,3″ N, 91° 30′ 33,5″ W                                                 | Palmyra  |                                                 |
| 7     | Davidson Building                        | Davidson Building                        | 1986 ID-Nr. 86002130 | 106 South Main Street 39° 42′ 34″ N, 91° 21′ 18″ W                                                    | Hannibal | Teil der MPS Hannibal Central Business District |
| 8     | Digel Block                              | Digel Block                              | 1986 ID-Nr. 86002131 | 218-222 South Main Street 39° 42′ 30″ N, 91° 21′ 15″ W                                                | Hannibal | Teil der MPS Hannibal Central Business District |
| 9     | Dryden-Louthan House                     | Dryden-Louthan House                     | 1985 ID-Nr. 85000104 | 402 East Ross Street 39° 47′ 40″ N, 91° 31′ 9″ W                                                      | Palmyra  |                                                 |
| 10    | Ebert-Dulany House                       | Ebert-Dulany House                       | 1983 ID-Nr. 83001030 | 1000 Center Street 39° 42′ 24″ N, 91° 21′ 13″ W                                                       | Hannibal |                                                 |
| 11    | Eighth and Center Streets Baptist Church | Eighth and Center Streets Baptist Church | 1980 ID-Nr. 80002376 | 722 Center Street 39° 42′ 28″ N, 91° 21′ 48″ W                                                        | Hannibal |                                                 |
| 12    | Robert Elliott’s Wholesale Grocery       | Robert Elliott’s Wholesale Grocery       | 1986 ID-Nr. 86002132 | 116-120 South 3rd Street 39° 42′ 31″ N, 91° 21′ 22″ W                                                 | Hannibal | Teil der MPS Hannibal Central Business District |
| 13    | Federal Building                         | Federal Building                         | 1980 ID-Nr. 80002377 | 600 Broadway 39° 42′ 29″ N, 91° 21′ 33″ W                                                             | Hannibal |                                                 |
| 14    | Gardner House                            | Gardner House                            | 1971 ID-Nr. 71000470 | 421 Hamilton Street und Main Street 39° 47′ 46″ N, 91° 31′ 20″ W                                      | Palmyra  |                                                 |
| 15    | Green Double House                       | Green Double House                       | 1986 ID-Nr. 86002133 | 113-115 South 3rd Street 39° 42′ 31″ N, 91° 21′ 23″ W                                                 | Hannibal | Teil der MPS Hannibal Central Business District |
| 16    | Hafner Grocery Warehouse                 |                                          | 1986 ID-Nr. 86002134 | 101 East Church Street 39° 42′ 34″ N, 91° 21′ 12″ W                                                   | Hannibal | Teil der MPS Hannibal Central Business District |
| 17    | Hannibal Lime Company Office             |                                          | 1984 ID-Nr. 84002585 | 623 Collier Street 39° 42′ 18″ N, 91° 21′ 34″ W                                                       | Hannibal |                                                 |
| 18    | Hannibal Old Police Station and Jail     | weitere Bilder                           | 1979 ID-Nr. 79001381 | 4th Street Ecke Church Street 39° 42′ 27″ N, 91° 21′ 26″ W                                            | Hannibal |                                                 |
| 19    | Hendren Farm                             |                                          | 1984 ID-Nr. 84002587 | Abseits des US 61 39° 44′ 59″ N, 91° 26′ 27″ W                                                        | Hannibal |                                                 |
| 20    | Hock Building                            | Hock Building                            | 1986 ID-Nr. 86003588 | 312 Center Street 39° 42′ 36″ N, 91° 21′ 28″ W                                                        | Hannibal | Teil der MPS Hannibal Central Business District |
| 21    | Holmes-Dakin Building                    |                                          | 1986 ID-Nr. 86002135 | 120-122 South Main Street 39° 42′ 33″ N, 91° 21′ 17″ W                                                | Hannibal | Teil der MPS Hannibal Central Business District |
| 22    | Benjamin Horr House                      | Benjamin Horr House                      | 1986 ID-Nr. 86003587 | 308 Center Street 39° 42′ 36″ N, 91° 21′ 27″ W                                                        | Hannibal | Teil der MPS Hannibal Central Business District |
| 23    | Maple Avenue Historic District           | Maple Avenue Historic District           | 2002 ID-Nr. 02001404 | Abgegrenzt durch Broadway, Center Street, North Street und Dulany Street 39° 42′ 30″ N, 91° 21′ 59″ W | Hannibal |                                                 |
| 24    | Marion County Courthouse                 | Marion County Courthouse                 | 2002 ID-Nr. 02001194 | 906 Broadway 39° 42′ 30″ N, 91° 21′ 51″ W                                                             | Hannibal |                                                 |
| 25    | Marion County Jail and Jailor’s House    | Marion County Jail and Jailor’s House    | 2002 ID-Nr. 02001100 | 210 West Lafayette Street 39° 47′ 55″ N, 91° 31′ 28″ W                                                | Palmyra  |                                                 |
| 26    | Mark Twain Historic District             | Mark Twain Historic District             | 1978 ID-Nr. 78003398 | Bird Street, Main Street und Hill Street 39° 42′ 43″ N, 91° 21′ 25″ W                                 | Hannibal |                                                 |
| 27    | Mark Twain Hotel                         | Mark Twain Hotel                         | 1986 ID-Nr. 86002136 | 200 South Main Street 39° 42′ 33″ N, 91° 21′ 17″ W                                                    | Hannibal | Teil der MPS Hannibal Central Business District |
| 28    | Robert Masterson House                   |                                          | 1984 ID-Nr. 84002591 | Nordwestlich von Hannibal 39° 46′ 2″ N, 91° 28′ 20″ W                                                 | Hannibal |                                                 |
| 29    | North Main Street Historic District      | North Main Street Historic District      | 1986 ID-Nr. 86002137 | Abgegrenzt durch Bird Street, North Main Street und Hill Street 39° 42′ 40″ N, 91° 21′ 22″ W          | Hannibal | Teil der MPS Hannibal Central Business District |
| 30    | Osterhout Mound Park                     | Osterhout Mound Park                     | 1973 ID-Nr. 73001045 | Wauneta Place 39° 43′ 0″ N, 91° 23′ 42,7″ W                                                           | Hannibal |                                                 |
| 31    | Riverview Park                           | Riverview Park                           | 2005 ID-Nr. 05000998 | 2000 Harrison Hill 39° 43′ 29″ N, 91° 22′ 18″ W                                                       | Hannibal |                                                 |
| 32    | Rockcliffe Mansion                       | Rockcliffe Mansion                       | 1980 ID-Nr. 80002378 | 1000 Bird Street 39° 42′ 29″ N, 91° 21′ 57″ W                                                         | Hannibal |                                                 |
| 33    | St. Elizabeth Hospital                   | St. Elizabeth Hospital                   | 2012 ID-Nr. 12000500 | 109 Virginia Street 39° 42′ 14,4″ N, 91° 22′ 50,9″ W                                                  | Hannibal |                                                 |
| 34    | Sharkey Mound Group                      |                                          | 1973 ID-Nr. 73001046 | Adresse nicht veröffentlicht                                                                          | Hannibal |                                                 |
| 35    | Peter J. Sowers House                    | Peter J. Sowers House                    | 1985 ID-Nr. 85000105 | 221 Home Street 39° 47′ 52″ N, 91° 31′ 12″ W                                                          | Palmyra  |                                                 |
| 36    | Speigle House                            | Speigle House                            | 1985 ID-Nr. 85000283 | 406 South Dickerson Street 39° 47′ 48″ N, 91° 31′ 28″ W                                               | Palmyra  |                                                 |
| 37    | Standard Printing Company                | Standard Printing Company                | 1986 ID-Nr. 86002138 | 301 North 3rd Street 39° 42′ 36″ N, 91° 21′ 26″ W                                                     | Hannibal | Teil der MPS Hannibal Central Business District |
| 38    | Mark Twain Boyhood Home                  | Mark Twain Boyhood Home                  | 1966 ID-Nr. 66000419 | 206-208 Hill Street 39° 42′ 44″ N, 91° 21′ 28″ W                                                      | Hannibal |                                                 |
| 39    | Walker-Woodward-Schaffer House           | Walker-Woodward-Schaffer House           | 1984 ID-Nr. 84002592 | 1425 South Main Street 39° 47′ 13″ N, 91° 31′ 23″ W                                                   | Palmyra  |                                                 |
| 40    | Ephraim J. Wilson Farm Complex           |                                          | 1982 ID-Nr. 82000587 | Östlich von Palmyra abseits der MO 168 39° 45′ 45″ N, 91° 29′ 16″ W                                   | Palmyra  |                                                 |